# Rynkatorpa hickmani
Rynkatorpa hickmani is een zeekomkommer uit de familie Synaptidae.
De wetenschappelijke naam van de soort werd in 1967 gepubliceerd door Francis Rowe & David Pawson.